# صناعة الخدمات

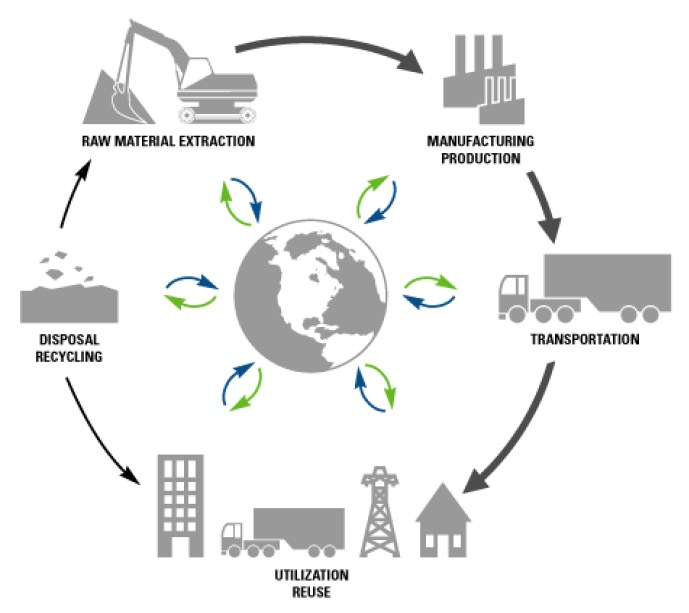
دورة حياة المنتوج

صناعة الخدمات (بالإنجليزية: Service Industry)‏ هو أحد مجالات الصناعة الذي يشكل جزءاً من الاقتصاد. يهتم بإنتاج الخدمات بدلاً من السلع الملموسة. يقسم الاقتصاديون النشاطات الاقتصادية إلى صنفين وهما: السلع والخدمات. صناعة السلع تشمل: المنتجات الزراعية والتعدين والصناعات التحويلية والبناء، حيث يعد كل منها منتجات ملموسة. صناعة الخدمات تشمل كل ما عدا ذلك كالخدمات المصرفية والاتصالات وتجارة الجملة والتجزئة، وجميع الخدمات المدنية مثل الهندسة، برمجة الحاسوب، الطب، والنشاطات الاقتصادية غير الربحية كخدمة العملاء، والخدمات الحكومية التي تتضمن الدفاع وإقامة العدل. تعد هيمنة الاقتصاد على الخدمات من سمات الدول المتقدمة.
تشهد نسبة الخدمات في الاقتصاد العالمي نمواً سريعاً خلال القرن العشرين. فعلى سبيل المثال، استأثر قطاع الخدمات في الولايات المتحدة أكثر من نصف الناتج المحلي الإجمالي في عام 1929 م، والثلثين في سنة 1978 م، وأكثر من ثلاثة أرباع في عام 1993 م. في أوائل القرن الحادي والعشرون، صناعة الخدمات تمثل أكثر من ثلاثة أخماس الناتج المحلي الإجمالي العالمي، ويوظف هذا المجال أكثر من ثلث القوى العاملة في جميع أنحاء العالم.
أبسط تفسير لنمو صناعة الخدمات، هو أن إنتاج السلع يتجه إلى استخدام الآلات الميكانيكية عوضاَ عن الأعمال اليدوية. لأن الآلات الميكانيكية تحقق زيادة في الإنتاج. فتزداد أهمية وظائف الخدمات كالتوزيع والتمويل والمبيعات. فازداد مجال التوظيف الحكومي نتيجة لزيادة أهمية الخدمات.

## أمثلة
من أمثلة صناعة الخدمات:
- الحكومة
- الرعاية الصحية والمستشفيات والصحة العمومية
- إدارة المخلفات
- التعليم
- المصارف
- التأمين
- خدمات التمويل
- الخدمات القانونية
- الخدمات الاستشارية
- وسائل الإعلام
- صناعة الضيافة (كالمطاعم، الفنادق والكازينوهات)
- السياحة
- البيع القطاعي
- حق الامتياز
- العقارات
- المبيعات

## تصنيف صناعة الخدمات
ضمن هذه المجموعات، إما أن نصنف الشركات ضمن الشركات الوسيطة التي تعمل على تسهيل المعاملات ما بين العميل وشركات أخرى، وإما أن نصنفها ضمن الشركات المنتجة للخدمات. فعلى سبيل المثال، سوق الأسهم يصنف ضمن الخدمات المالية ويعد وسيط ما بين البائع والمشتري لتسهيل المعاملات. في المقابل، تعد الشركات المقدمة للخدمات القانونية والصحية وغيرها شركات متخصصة بتوفير خدمة معينة من خلال مجموعة من الأنشطة تقدمها للعميل. لتقديم الخدمات بأفضل شكل ممكن، على الشركات المقدمة للخدمات التعامل مع العميل بشكل شخصي ومباشر. تساهم التقنية الحديثة في التعامل مع العميل بشكل أفضل حيث تزود العميل بكافة المعلومات المطلوبة وتسهل عمليات التواصل.

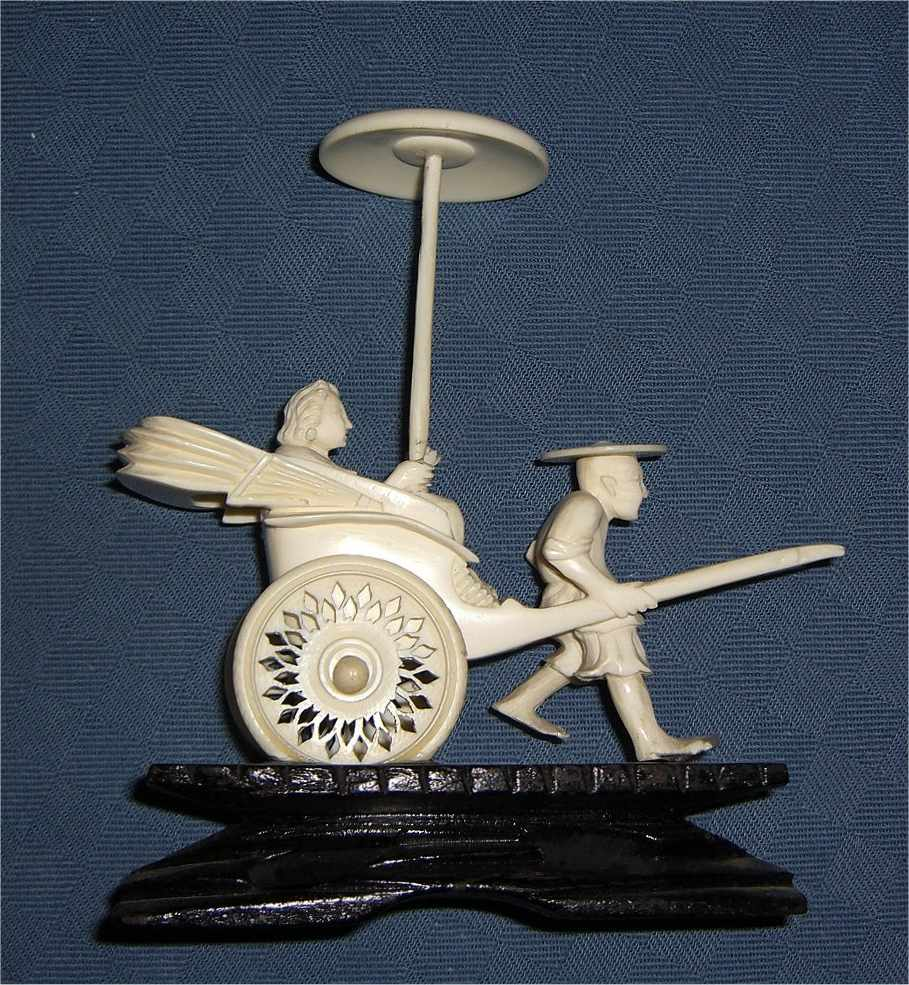
خدمة النقل

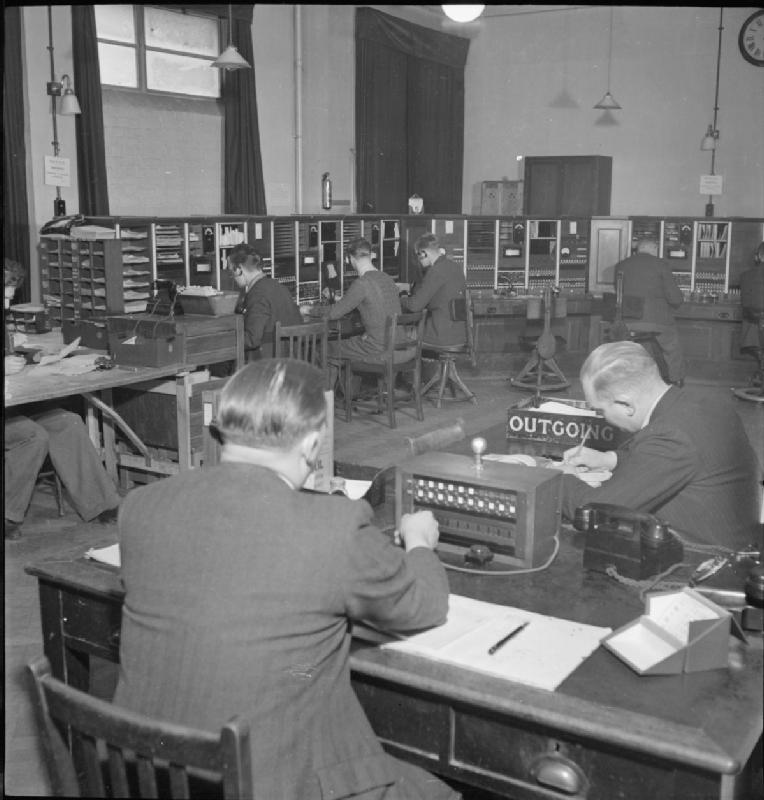
اختبار خطوط الهاتف في لندن عام 1945.

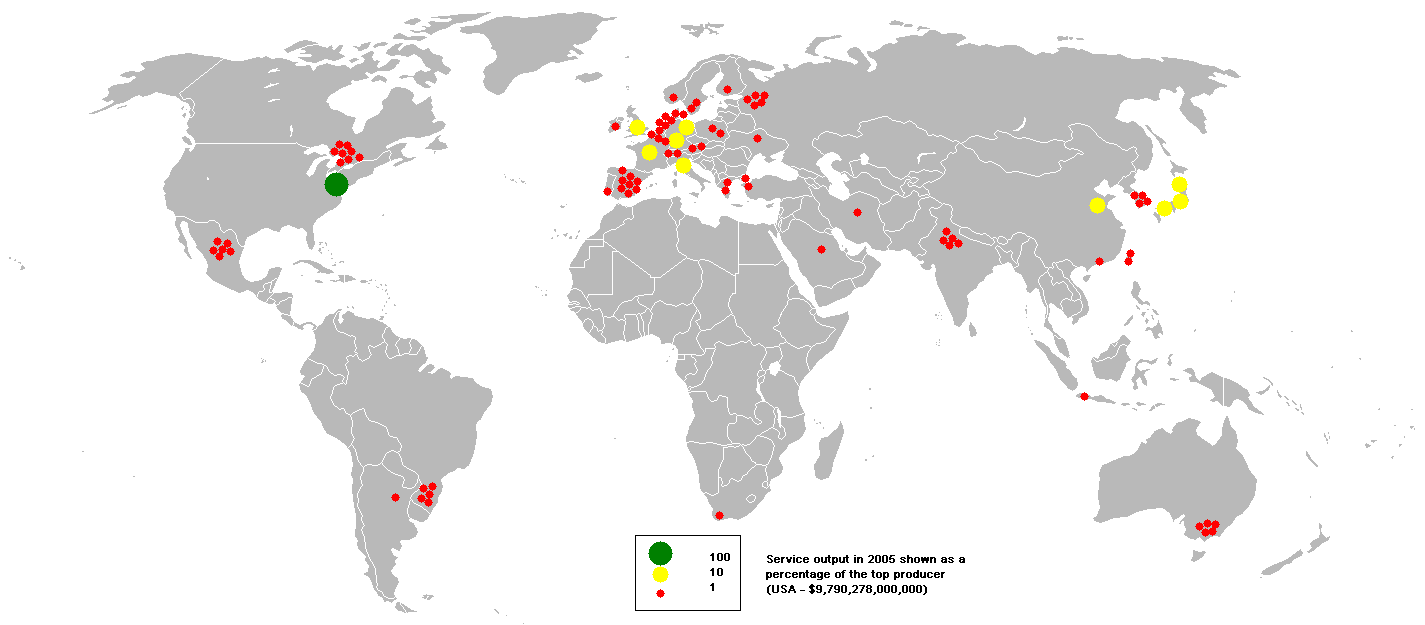
ناتج الخدمة كنسبة مئوية من أفضل منتج (الولايات المتحدة الأمريكية) اعتبارًا من عام 2005

## المعرفة وكثافة المعلومات

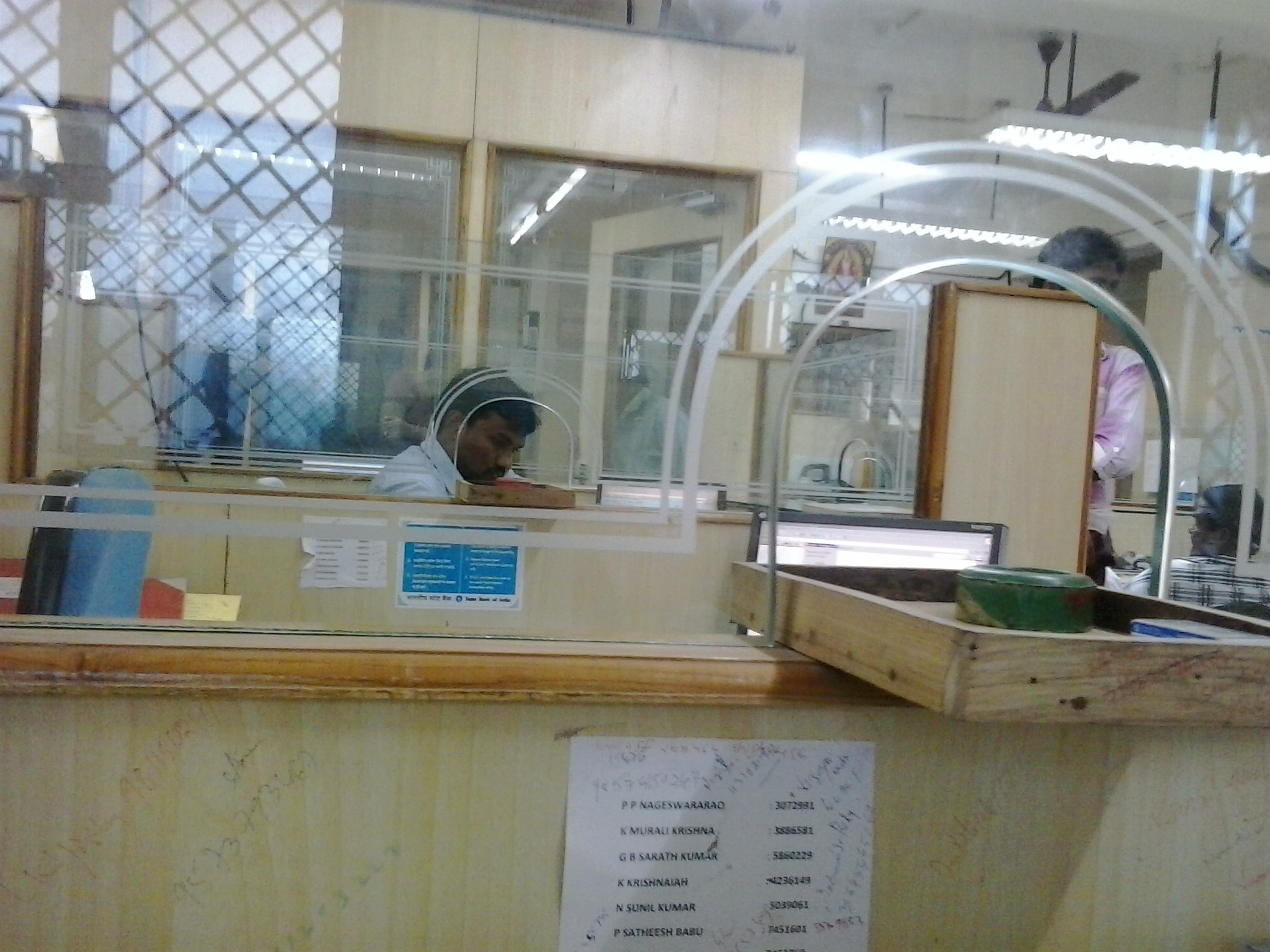
مصرفي في العمل

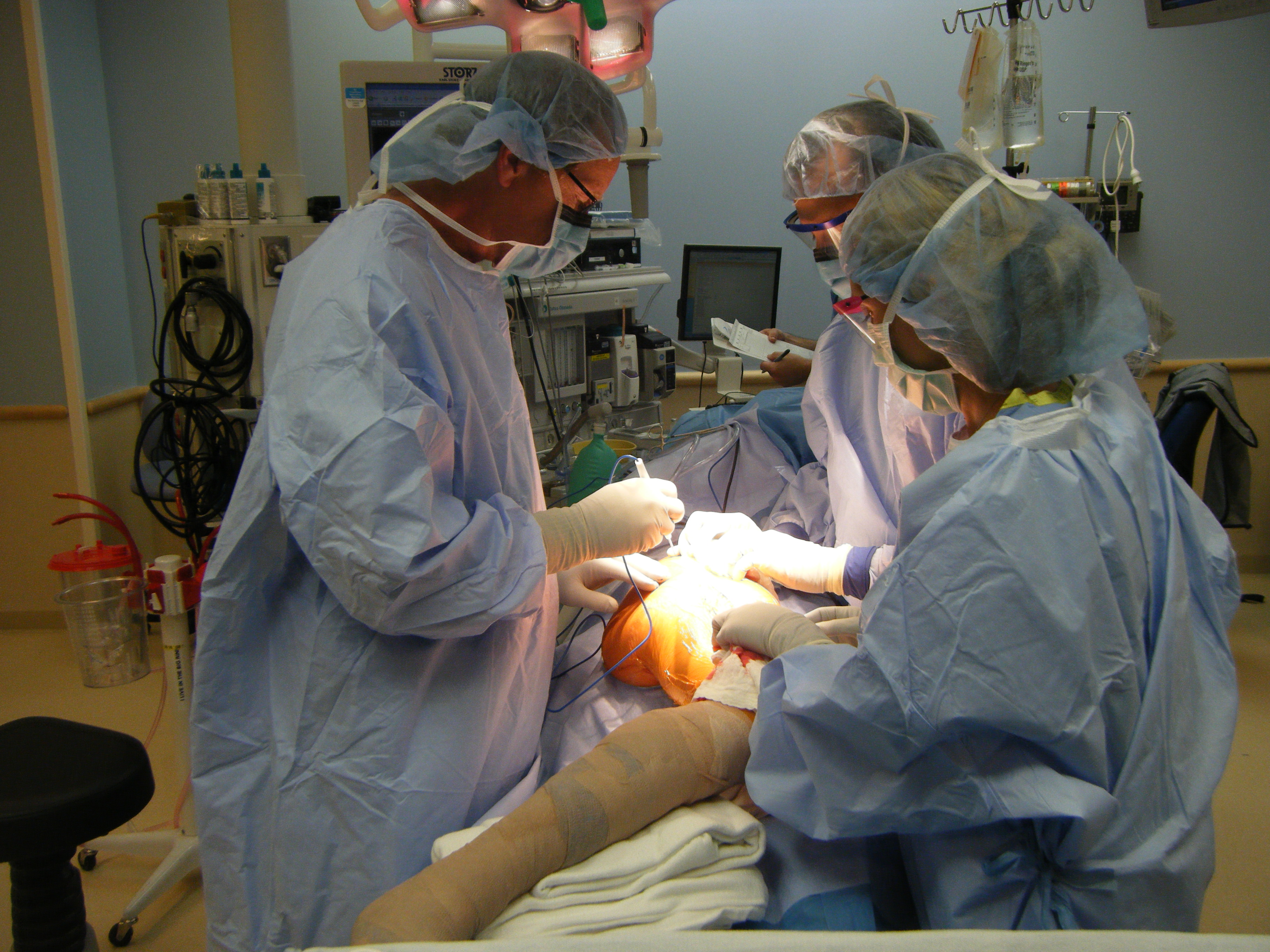
فريق الجراحة في العمل

المعرفة وكثافة المعلومات هي أهم ميزة لصناعة الخدمات. يعمل صانعوا الخدمات على أخذ قدر كبير من المعلومات في عين الاعتبار بالإضافة إلى توظيف عمال ذو كفاءات علمية ومهنية عالية. فعند تقديم خدمات قانونية، تحتاج الشركات إلى محامين ذو كفاءة عالية في المجال القانوني بالإضافة إلى معالجة كم هائل من المعلومات. لا تعتمد الخدمات المالية على كثافة المعلومات، ولكنها تحتاج إلى أنظمة متخصصة في معالجة البيانات لتتبع العمليات والاستثمارات. فيشغل مقدموا الخدمات المالية الحيّز الأكبر من مجالات استثمار شركات تقنية المعلومات.

### نظرية التقدم على مدى المائة عام الماضية
، كان هناك تحول كبير من القطاعين الابتدائي والثانوي إلى القطاع العالي في البلدان الصناعية. هذا التحول يسمى t e r ti a r is a ti on. يعد القطاع الثالث الآن أكبر قطاع للاقتصاد في العالم الغربي، كما أنه القطاع الأسرع نموًا. عند دراسة نمو قطاع الخدمات في أوائل التسعينيات، أشار العالم كينيتشي أوماي إلى ما يلي: «في الولايات المتحدة، يعمل 70 في المائة من القوى العاملة في قطاع الخدمات؛ وفي اليابان، 60 في المائة، وتايوان، 50 في المائة. ليسوا بالضرورة من رجال الأعمال والخادمات في المنازل. وكثير منهم في الفئة المهنية. يكسبون ما يكسبه عمال التصنيع، وغالبًا ما يكونون أكثر». تميل الاقتصاديات إلى اتباع تطور تطوري 

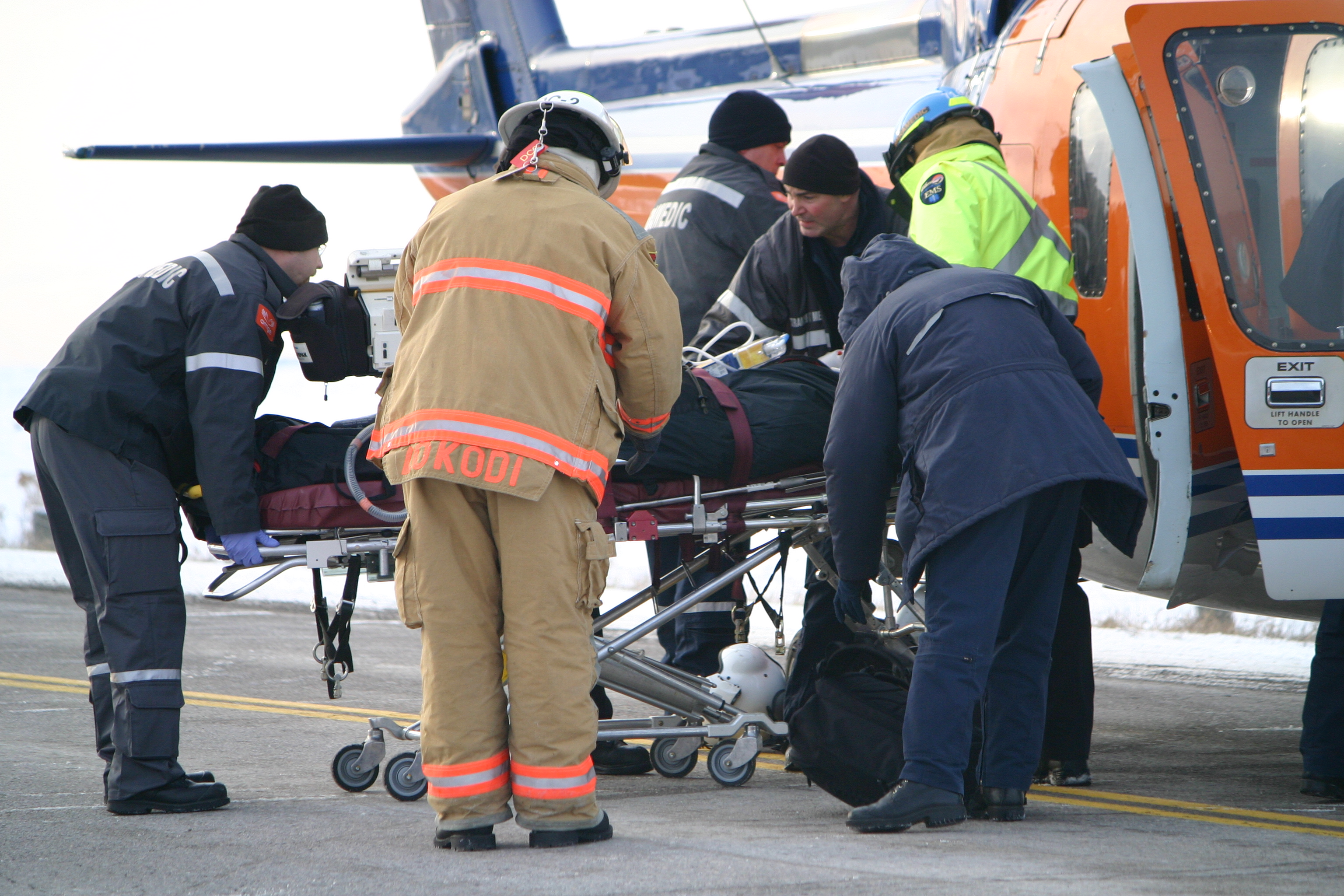
خدمة الاسعاف.

يأخذها من الاعتماد الشديد على الزراعة والتعدين، نحو تطوير التصنيع (مثل السيارات، والمنسوجات، وبناء السفن، والصلب) وأخيراً نحو هيكل قائم على الخدمة. كانت المملكة المتحدة أول اقتصاد يتبع هذا المسار في العالم الحديث. زادت السرعة التي تحولت بها الاقتصادات الأخرى إلى اقتصادات قائمة على الخدمات (أو «ما بعد الصناعة») بمرور الوقت. تاريخيا، يميل التصنيع إلى أن يكون أكثر انفتاحا على التجارة الدولية والمنافسة من الخدمات. ومع ذلك، مع خفض التكاليف بشكل كبير وتحسينات السرعة والموثوقية في نقل الأشخاص ونقل المعلومات، أصبح قطاع الخدمات يضم الآن بعضًا من أكثر المنافسات الدولية كثافة، على الرغم من الحمائية المتبقية.

### مشاكل لمقدمي الخدمات
فريق الجراحة في العمل خدمة النقل اختبار خطوط الهاتف في لندن عام 1945. يواجه مقدمو الخدمات عقبات في بيع الخدمات التي نادراً ما يواجهها بائعو السلع. الخدمات غير ملموسة، مما يجعل من الصعب على العملاء المحتملين فهم ما سيحصلون عليه وما القيمة التي سيحصلون عليها. في الواقع، لا يقدم البعض، مثل الاستشاريين ومقدمي الخدمات الاستثمارية، أي ضمانات بالقيمة المدفوعة. نظرًا لأن جودة معظم الخدمات تعتمد إلى حد كبير على جودة الأفراد الذين يقدمون الخدمات، فإن «تكاليف الأشخاص» 

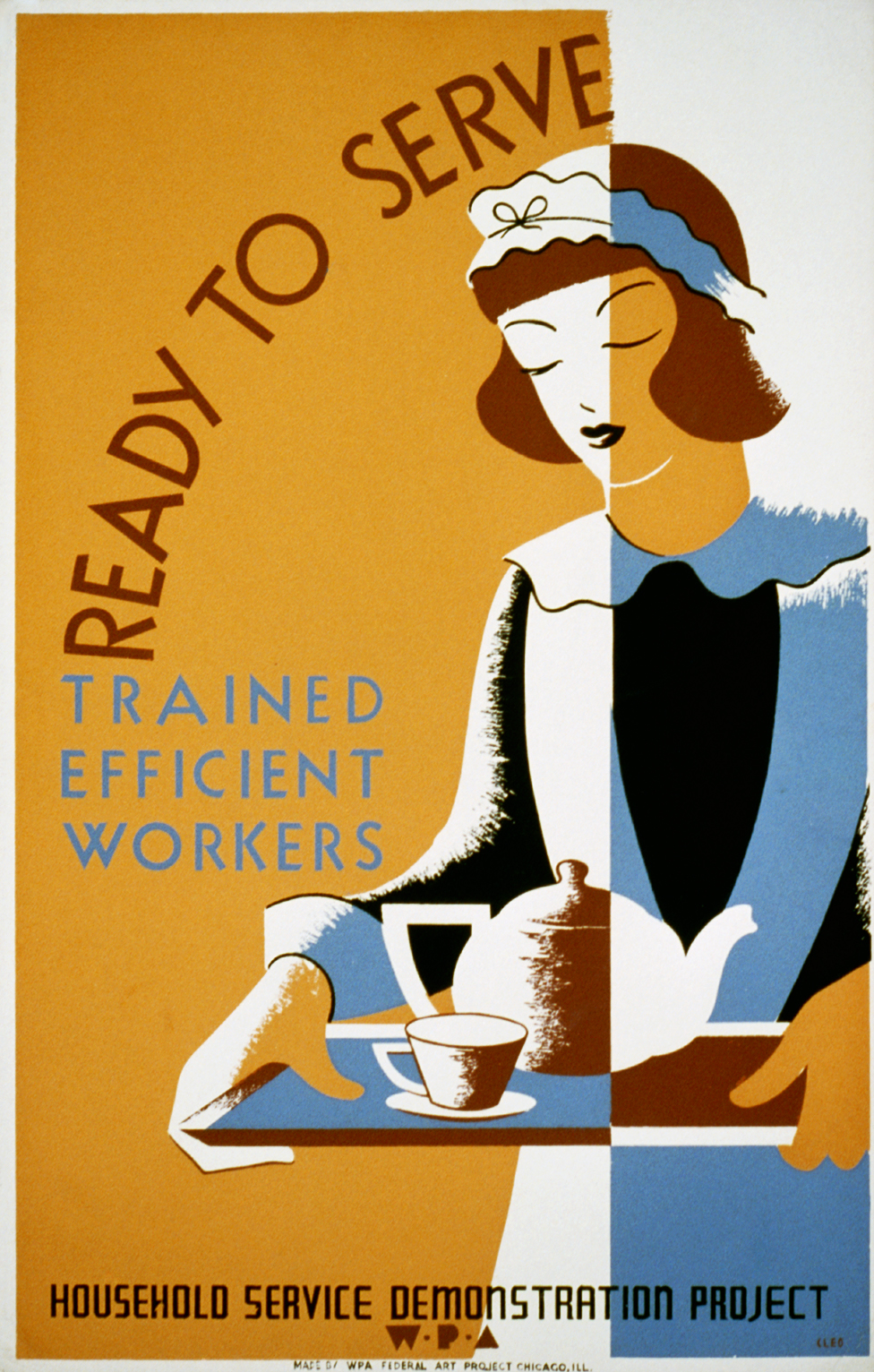
خادمة المنزل

عادة ما تكون جزءًا كبيرًا من تكاليف الخدمة. في حين أن الشركة المصنعة قد تستخدم التكنولوجيا، والتبسيط، وغيرها من التقنيات لخفض تكلفة البضائع المباعة، غالباً ما يواجه مزود الخدمة نمطًا ثابتًا للتكاليف المتزايدة. تمايز المنتجات غالبا ما يكون صعبا. على سبيل المثال، كيف يختار المرء مستشارًا استثماريًا على الآخر، نظرًا لأنه يُرى غالبًا أنه يقدم خدمات مماثلة؟ عادةً ما يكون فرض رسوم على الخدمات خيارًا فقط للشركات الأكثر رسوخًا، والتي تتقاضى رسومًا إضافية بناءً على الاعتراف بالعلامة التجارية.

#### صعوبة التعريف
يصعب أحيانًا تحديد ما إذا كانت شركة معينة جزءًا لا يتجزأ من القطاع الثانوي أو العالي. وليس فقط الشركات التي تم تصنيفها كجزء من هذا القطاع في بعض المخططات؛ الحكومة وخدماتها مثل الشرطة أو المؤسسات العسكرية والمنظمات غير الهادفة للربح مثل الجمعيات الخيرية أو الجمعيات البحثية يمكن اعتبارها أيضًا جزءًا من هذا القطاع. من أجل تصنيف النشاط التجاري كخدمة، يمكن استخدام أنظمة التصنيف مثل معيار التصنيف الصناعي الدولي الموحد للأمم المتحدة ونظام كود التصنيف الصناعي القياسي للولايات المتحدة (SIC) واستبداله الجديد، نظام التصنيف الصناعي لأمريكا الشمالية (NA I CS)، التصنيف الإحصائي للأنشطة الاقتصادية في المجتمع الأوروبي (NA CE) في الاتحاد الأوروبي والأنظمة المماثلة في أماكن أخرى. أنظمة التصنيف الحكومية هذه لها تسلسل هرمي من المستوى الأول يعكس ما إذا كانت السلع الاقتصادية ملموسة أو غير ملموسة. لأغراض التمويل وبحوث السوق، يتم استخدام أنظمة التصنيف القائمة على السوق مثل المعيار العالمي لتصنيف الصناعة ومعيار تصنيف الصناعة لتصنيف الشركات التي تشارك في قطاع الخدمات. بخلاف أنظمة التصنيف الحكومية، يقسم المستوى الأول من أنظمة التصنيف القائمة على السوق الاقتصاد إلى أسواق أو صناعات مرتبطة وظيفيا. ثم يعكس المستوى الثاني أو الثالث من هذه التسلسلات الهرمية ما إذا كانت السلع أو الخدمات يتم إنتاجها.